# Kleine Heilige-Geeststraat
De Kleine Heilige-Geeststraat is een straat in Brugge.

## Beschrijving
Het middeleeuwse Heilig-Geesthuis, dat al bestond voor 1260, gaf zijn naam aan drie straten:
- de Lange Heilige-Geeststraat, die Goezeputstraat werd;
- de Grote Heilige-Geeststraat, die Heilige-Geeststraat werd;
- de Korte Heilige-Geeststraat, waarvan korte wijzigde in kleine.

Deze kleine straat loopt achter het Hof van Pittem, het huidige bisdom, met huisjes aan de noordzijde die gebouwd zijn tegen de tuinmuur van dit hof. Oorspronkelijk heette het straatje Ackermansstraatje, Jan Ackermanstraat en ook soms Kerkstraatje. Op de hoek van het straatje met de Goezeputstraat, woonde in de 14de eeuw de familie Ackermann. De bekendste onder hen was Jan Ackermann, een welstellende wever die een rol speelde tijdens de opstanden van de jaren 1323-1328. Nadat de opstandelingen in 1328 bij Kassel verslagen waren, vluchtte Jan naar Engeland en werd hij eeuwigdurend verbannen. Zijn woning op de hoek van de naar hem genoemde straat werd verbeurdverklaard en aan een ridder Van Doorne geschonken. Nochtans moet het huis door Ackermann of zijn nazaten weer ingekocht zijn, want in 1345 woonde er opnieuw een Jan Ackermann. Onduidelijk is of het de beruchte volksleider was die na vele jaren weer kon terugkeren of een gelijknamige zoon.
De straat loopt van de Goezeputstraat naar Sint-Salvatorskerkhof.